# Port lotniczy Chumphon
Port lotniczy Chumphon (IATA: CJM, ICAO: VTSE) – port lotniczy położony w Chumphon, w prowincji Chumphon, w Tajlandii.